# Mustelus widodoi
 Mustelus widodoi  — вид хрящевых рыб из рода обыкновенных куньих акул семейства куньих акул. Обитает в западной части Тихого океана. Максимальная зафиксированная длина около 110 см. Опасности для человека не представляет. Коммерческого значения не имеет.

## Таксономия
Впервые вид научно описан в 2006 году. Голотип представляет собой беременную самку длиной  108,5 см, найденную в 2002 году на рыбном рынке в Бали, Индонезия. Паратипы: обнаруженные там же и тогда же самки длиной от 57 до 75,8, неполовозрелые самцы длиной от 53,5 до 66,1 см и взрослый самец длиной 90,7 см. 

## Ареал
Эти акулы обитают в западной части Тихого океана у побережья Индонезии. Они встречаются на континентальном шельфе глубже 60 м. 

## Биология
Самцы и самки достигают половой зрелости при длине 83—89 и 92 см соответственно.

## Взаимодействие с человеком
Вид не представляет опасности для человека. Вероятно, мясо используют в пищу. Данных для оценки статуса сохранности данного вида недостаточно.